# 比年
比年（法語：Bugnein，法語發音：[byɲɛ̃]）是法国大西洋比利牛斯省的一个市镇，属于奥洛龙-圣玛丽区。

## 地理
比年（43°21'9"N, 0°46'55"W）面积11.36 平方千米，位于法国新阿基坦大区大西洋比利牛斯省，该省份为法国东南部省份，涵盖了贝阿恩与北巴斯克，西临大西洋比斯開灣，北至朗德省，东北接热尔省，东临上比利牛斯省，南与西班牙接壤。
与比年接壤的市镇（或旧市镇、城区）包括：欧多克斯、巴斯塔内斯、卢比安、索沃拉德、维耶勒纳沃-德纳瓦朗克斯、维耶勒塞居尔。
比年的时区为UTC+01:00、UTC+02:00（夏令时）。

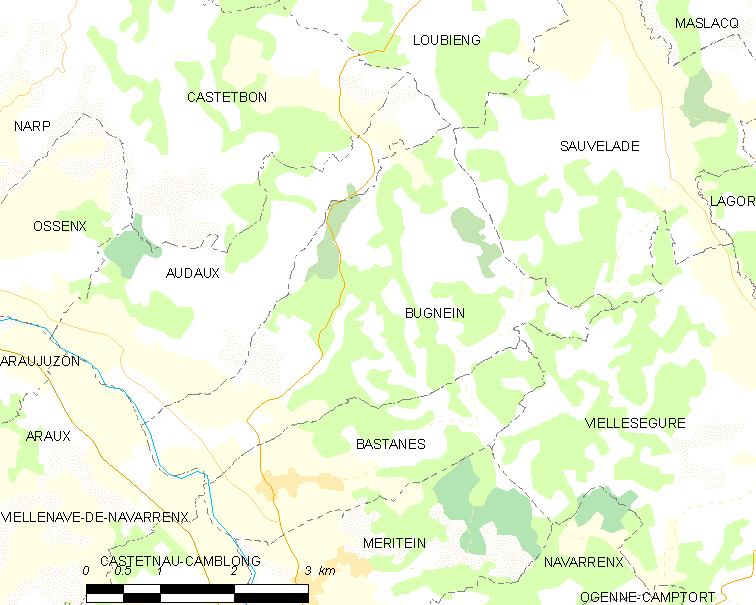
比年的OSM定位图

## 行政
比年的邮政编码为64190，INSEE市镇编码为64149。

## 政治
比年所属的省级选区为贝阿恩中心县。

## 人口

1962-2008年间比年人口变化图示

比年于2022年1月1日时的人口数量为227人。